# Schitu (okręg Vâlcea)
Schitu – wieś w Rumunii, w okręgu Vâlcea, w gminie Nicolae Bălcescu. W 2011 roku liczyła 10 
mieszkańców.